# Wapen van Roodkerk

Wapen van Roodkerk

Het wapen van Roodkerk is het dorpswapen van het Nederlandse dorp Roodkerk, in de Friese gemeente Dantumadeel. Het wapen werd in de huidige vorm in 2002 geregistreerd.

## Geschiedenis
Het wapen kwam tegelijk met de wapens van de andere dorpen in Trynwâlden in 1977 gereed. Daar Roodkerk in een andere gemeente lag, werd het wapen niet officieel geregistreerd. Aangezien het wapen toch gebruikt werd, werd het in 2002 alsnog geregistreerd. Het wapen van Roodkerk is een sprekend wapen.

## Beschrijving
De blazoenering van het wapen luidt als volgt:
In blauw een zilveren kerk met zadeldaktoren, kerk en toren met een rood dak en een zilveren kruis op de toren.
De heraldische kleuren zijn: azuur (blauw), zilver (zilver) en keel (rood).

## Zie ook

Vlag van Roodkerk